# Lövuddtjärnen
Lövuddtjärnen är en sjö i Bodens kommun i Norrbotten och ingår i Luleälvens huvudavrinningsområde. Sjön har en area på 0,136 kvadratkilometer och ligger 202,3 meter över havet. Sjön avvattnas av vattendraget Björnbergsträskbäcken.

## Delavrinningsområde
Lövuddtjärnen ingår i det delavrinningsområde (733811-171997) som SMHI kallar för Mynnar i Kvarnån. Medelhöjden är 254 meter över havet och ytan är 18,33 kvadratkilometer. Det finns inga avrinningsområden uppströms utan avrinningsområdet är högsta punkten. Björnbergsträskbäcken som avvattnar avrinningsområdet har biflödesordning 4, vilket innebär att vattnet flödar genom totalt 4 vattendrag innan det når havet efter 106 kilometer. Avrinningsområdet består mestadels av skog (82 procent). Avrinningsområdet har 1,04 kvadratkilometer vattenytor vilket ger det en sjöprocent på 5,7 procent.